# André Nelis
André Nelis (Borgerhout, 29 ottobre 1935 – Anversa, 9 dicembre 2012) è stato un velista belga.

## Palmarès

### Olimpiadi
- 2 medaglie:
  - 1 argento (Melbourne 1956 nella classe Finn)
  - 1 bronzo (Roma 1960 nella classe Finn)